# Jamaal Tatum
Jamaal Tatum (Jefferson City, 13 settembre 1984) è un ex cestista statunitense, professionista nella NBDL e in Europa.